# Шенборн (Рајна-Лан-Крајс)
Шенборн (њем. Schönborn) општина је у њемачкој савезној држави Рајна-Палатинат. Једно је од 137 општинских средишта округа Рајн-Лан. Према процјени из 2010. у општини је живјело 763 становника. Посједује регионалну шифру (AGS) 7141126.

## Географски и демографски подаци
Шенборн се налази у савезној држави Рајна-Палатинат у округу Рајн-Лан. Општина се налази на надморској висини од 320 метара. Површина општине износи 11,7 km². У самом мјесту је, према процјени из 2010. године, живјело 763 становника. Просјечна густина становништва износи 65 становника/km².